# Åse tingslag
Åse tingslag var ett tingslag i Skaraborgs län.
Tingslaget bildades 1680 och uppgick 1812 i Åse och Viste tingslag och omfattade  Åse härad.
Tingslaget ingick från 1778 i Åse, Viste och Kållands häraders domsaga. 